# Veronica Alicino
Veronica Alicino (4 luglio 1965) è un'attrice statunitense.
È sposata con il regista Tim Hill dal 1997.
Attrice dal 1991 e ha lavorato soprattutto in commedie.

## Filmografia parziale
- Arma letale 3 (1992)
- Garfield 2 (2006)
- Alvin Superstar (2007)
- Hop (2011)
- Rehab (2011)